# August Wöhler

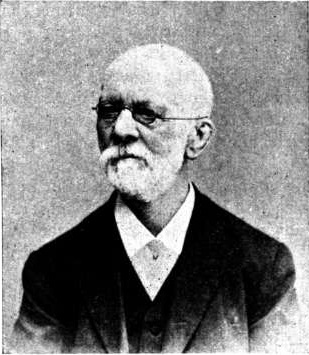
Augustus Wöhler

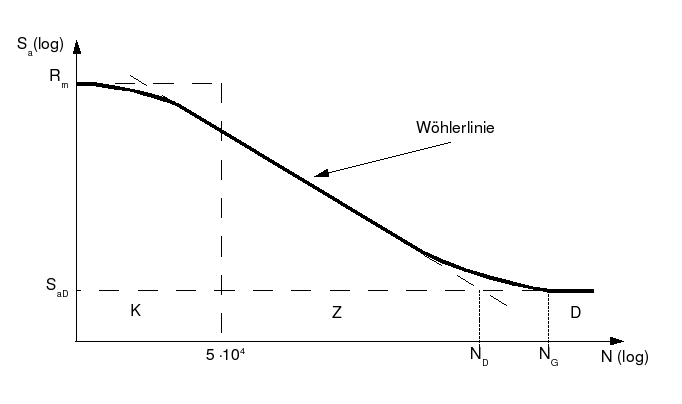
Wöhler-curve

Augustus Wöhler (Soltau, 22 juni 1819 - Hannover, 21 maart 1914) was een Duitse ingenieur. Hij is vooral bekend geworden vanwege zijn onderzoek naar metaalmoeheid.

## Loopbaan
Wöhler begon in 1840 te werken voor Borsig uit Berlijn; aldaar werkte hij aan de productie van spoor. In 1852 werd hij door de Pruisische minister van Handel gevraagd om de oorzaken van breuk te onderzoeken in assen van treinen en wagons. Bij de nationalisering van de spoorwegen in 1854 werd Wöhler benoemd tot directeur. Deze functie behield hij tot zijn pensionering in 1889.
Zijn werk was het eerste systematische onderzoek naar vermoeiing. De hieruit voortgekomen SN-curves (spanning-aantal wisselingen) zijn ook bekend als Wöhler-krommen. Dergelijke krommen kunnen worden gebruikt te bepalen welke spanning nog toelaatbaar is voor een gegeven aantal belastingswisselingen. Wöhler toonde aan dat vermoeidheid optreedt door scheurgroei van het oppervlak. De constructie zal bezwijken indien de scheur het materiaal dermate heeft verzwakt dat het resterende materiaal te zwak is om de belasting nog te dragen. Door bestudering van het breukvlak kan het breukverloop worden achterhaald.
Wöhler was een voorstander van normalisatie, beproeving en certificering van ijzer en staal. Hij stierf in Hannover in 1914.